# Ніконов Ігор Володимирович
Ніконов Ігор Володимирович (нар. 20 липня 1964, Ташкент, Узбецька РСР) — підприємець, радник мера Києва, перший заступник голови КМДА в 2014—2015. Засновник однієї з найбільших будівельних компанії KAN.

## Життєпис
Народився 20 липня 1964 року в Ташкенті Узбецької РСР у сім'ї військовослужбовця.
1966 — родина переїжджає до м. Олександрія Кіровоградської області.
1986 — закінчив Ленінградський інститут інженерів залізничного транспорту. Спеціальність — інженер-будівельник. За розподілом потрапив до «Київметробуду», де ще під час навчання починав свою трудову діяльність як прохідник.
У 1990-х роках працював у різних газових проектах. Зокрема, в корпорації «Республіка». Працював на посаді комерційного директора компанії «Інтергаз».
Член Ради з питань підтримки підприємництва — консультативно-дорадчого органу при Президентові України (з 27 червня 2025).

## Громадська діяльність
6 червня 2014 року — керівник групи радників мера міста Києва Віталія Кличка.[джерело?]
З 22 липня 2014 по 7 грудня 2015 року — перший заступник голови КМДА Віталія Кличка. Був куратором трьох напрямків: економіка, фінанси та транспорт.
20 серпня 2014 року — Кабінет міністрів присвоїв III ранг державного службовця.

## Критика
У Біличанському лісі (за 20 кілометрів від центру Києва), на місці заселеного військового містечка, було заплановане будівництво інноваційного технокомплексу «Біонік Хілл». Землю під забудову екс-нардеп-регіонал та акціонер будівельної компанії UDP Василь Хмельницький отримав після низки темних оборудок з житловими кооперативами ще за часів Черновецького. Підряд на будівництво Василь Хмельницький розділив з компанією Ігоря Ніконова «К.А.Н. Девелопмент». Мешканці містечка судилися за повернення собі прав на цю землю. «На судах юристи Київради і КМДА насмерть стоять, щоб земля не поверталась Києву. Ну як ви думаєте, чий це вплив?» – коментував юрист Олександр Дядюк. Згодом Господарський суд Києва таки забрав землю у екс-регіонала Хмельницького і повернув громаді Києва – але той подав апеляцію. 16 березня, під час розгляду апеляції, судове засідання саботували вже представники нової влади – від КМДА та Київради захистити інтереси громади так ніхто і не прийшов. Засідання перенесли на 31 березня.
На Кільцевій дорозі у Києві «К.А.Н. Девелопмент» розгорнув ще одне масштабне будівництво – ТРЦ «Республіка». За зізнанням самого Ігоря Ніконова, будують на замовлення українського олігарха Дмитра Фірташа.

## Професійна діяльність
- 2001 — створив компанію «KAN Девелопмент»[5].
- 2012 — створив мережу А+.

## Фінанси
Входить до рейтингів найбагатших людей України:
- 2021 — учасник рейтингу 100 найбагатших людей України за версією журналу Фокус (№ 97 в списку, стан — $ 145 млн).[6]
- 2020 — учасник рейтингу 100 найбагатших людей України за версією журналу Фокус (№ 66 в списку, стан — $ 125 млн).[7]
- 2019 — учасник рейтингу 100 найбагатших людей України за версією журналу Фокус (№ 73 в списку, стан — $ 110 млн).[8]
- 2018 — учасник рейтингу 100 найбагатших людей України за версією журналу Фокус (№ 53 в списку, стан — $ 131 млн).[9]
- 2016 — учасник рейтингу 100 найбагатших людей України за версією журналу Фокус (№ 99 в списку, стан — $ 30 млн.)[10].

- 2014 — учасник рейтингу 100 найбагатших людей України за версією журналу Фокус (№ 94 в списку, стан — $ 111 млн.)[11].

## Родина
- Одружений. Дружина — Іванна Ніконова.
- Виховують 10 дітей[12].

## Звання та нагороди
- 2012 — «Людина року-2012» в номінації «Підприємець року»[13].
- 22 січня 2014 — звання «Заслужений будівельник України»[14].